# Phare de la Pointe Lapierre
Le phare de la Pointe Lapierre est un phare actif situé sur la Pointe Lapierre (ceb) près de Les Gonaïves, dans le département de l'Artibonite à Haïti, en mer des Caraïbes.

## Histoire
La station de signalisation maritime a été établie en 1928 sur un promontoire escarpé du côté nord de l'entrée de la baie des Gonaïves, à environ 15 km à l'ouest de la ville de Gonaïves.

## Description
Ce phare est une tour carrée en maçonnerie peinte en blanc. Il émet, à une hauteur focale de 97 m, sept flashs blancs très rapides suivis d'un long flash blanc par période de 10 secondes. Sa portée est de 11 milles nautiques (environ 20 km).
Identifiant : Marine Traffic : 1000019616 - Amirauté : J5406 - NGA : 110-14228.
|       |
| Haïti |

### Lien connexe
- Liste des phares d'Haïti